# Львівський холодокомбінат
Приватне акціонерне товариство «Львівський холодокомбінат» займається виробництвом та реалізацією морозива.

## Історія
ПрАТ «Львівський холодокомбінат» — підприємство зі значним в Україні досвідом у виготовленні морозива. Холодні ласощі у Львові почали виготовляти понад 66 років тому.
У 1942 році на околиці міста німці збудували потужний холодильний комплекс площею понад п'ять тисяч квадратних метрів. У холодильнику зберігали НЗ-запаси: морожені м'ясо, рибу та фрукти.
Через чотири роки у 1946 на базі холодильника почали виготовляти морозиво. У ті часи у місяць виготовляли 40-50 тонн морозива.

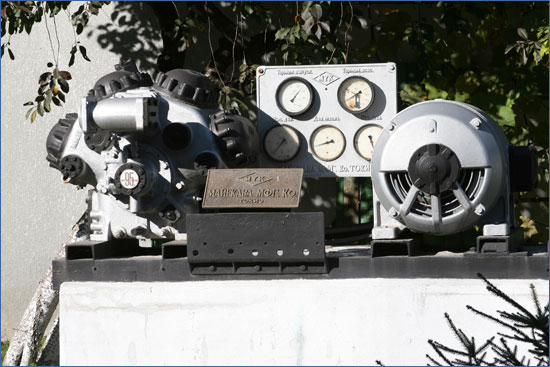
Старе обладнання

За часів радянської влади інженери розробили проект ще одного потужного холодильника.
У 1964 році біля першого холодильника зводять новий, розрахований на 10 тисяч тонн мороженої продукції. Оскільки площа холодильного комплексу значно побільшала, на його території вирішили відкрити фабрику з виробництва морозива. На підприємстві з'явилась змога виготовляти до 300 тонн продукції у місяць.
У 60-ті роки на фабриці працювали 140 робітників-фасувальників. За рік на підприємстві виготовляли 4-5 тисяч тонн морозива.

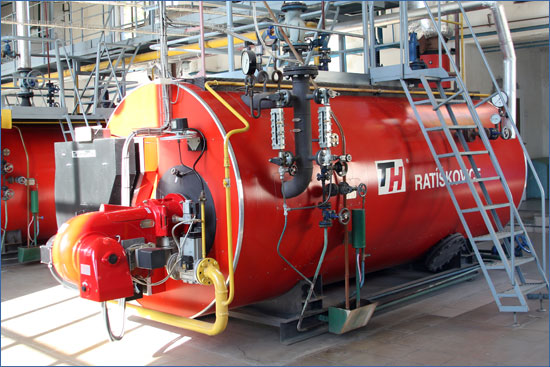
Нове обладнання на підприємстві

Незважаючи на буремні 90-ті роки робота на підприємстві не припинялась ні на день.
У 2004 році на підприємстві відбулася модернізація, були закуплені нові лінії з виробництва морозива.
Після модернізації підприємства кількість виготовленої продукції щороку зростає.
У 2004 році на фабриці випускали 4 000 тонн морозива, в 2005 — 6 000 тонн, в 2007 — 8000 тонн, 2009 — 10 000 тонн, 2011 — 11 000 тонн.
У цьому році на підприємстві планується виготовити 13 000 тонн морозива.
Сьогодні Львівський холодокомбінат входить у п'ятірку найкращих українських виробників морозива. В асортименті підприємства 150 різновидів продукції.

## Діяльність
На ринку морозиво виробництва ПрАТ «Львівський холодокомбінат» представлено під торговою маркою «ЛІМО». Асортимент морозива ТМ «ЛІМО» налічує понад 110 видів продукції, серед яких: ріжок, ескімо, вафельний стакан, брикет, морозиво у полістирольному стакані, фруктовий лід, морозиво у відерках, вагове, у контейнерах, морозиво-торт, морозиво-рулет, моноліт.

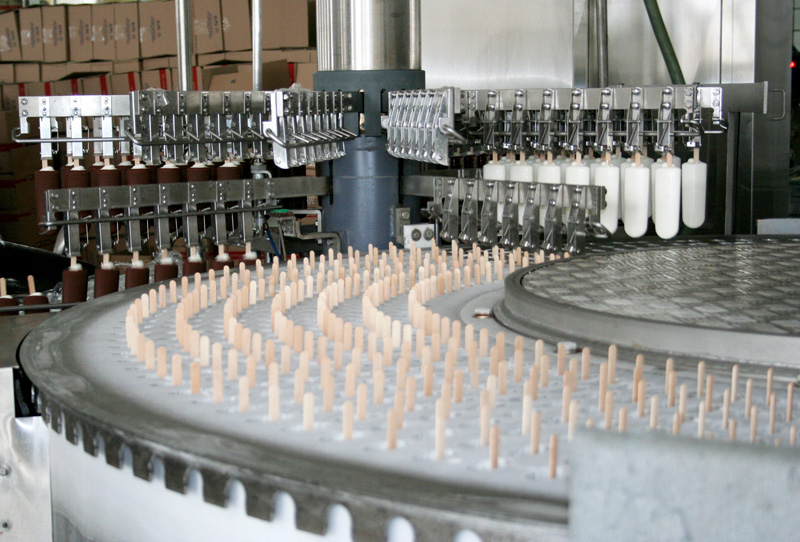
Процес виробництва морозива

Компанія також займається виробництвом та реалізацією глазурей різних видів та фруктових наповнювачів.
З 2010 року ПрАТ «Львівський холодокомбінат» розпочав випуск заморожених напівфабрикатів, а саме пельменей та вареників в широкому асортименті преміум-якості. Пельмені та вареники випускаються під ТМ «Лімо».
З 2010 року ПрАТ «Львівський холодокомбінат» ТМ «Лімо» отримав сертифікат на систему управління якістю ДСТУ ISO 9001:2009.
З 2011 року ПрАТ «Львівський холодокомбінат» ТМ «Лімо» сертифікував впроваджену на підприємстві систему управління безпечністю харчових продуктів відповідно до вимог міжнародного стандарту ISO 22000:2005.

## Нагороди та відзнаки

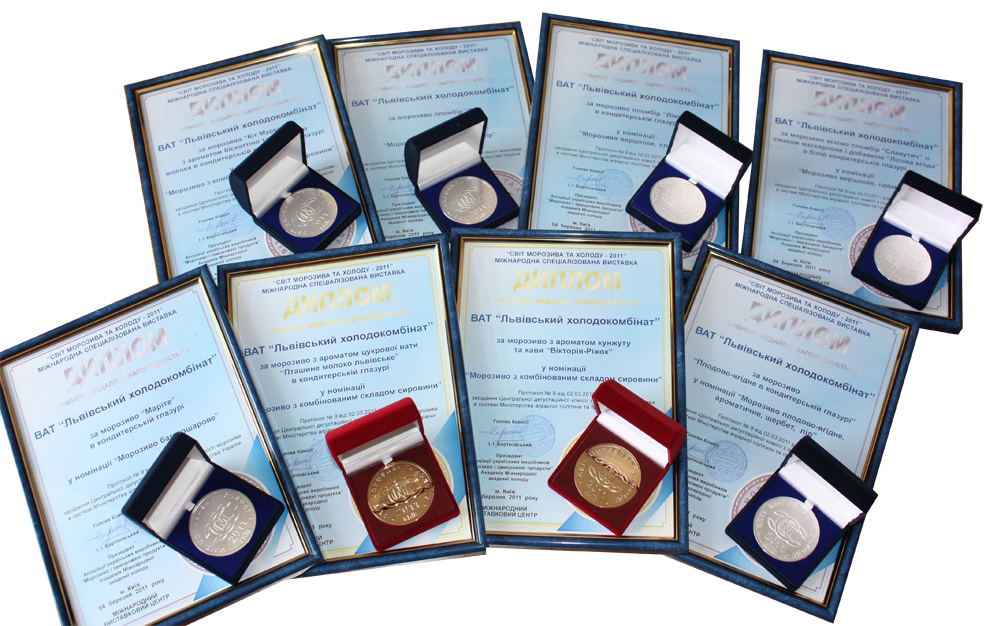
Нагороди з виставки «Світ морозива та холоду -2011»

ТМ «Лімо» взяла участь у міжнародній спеціалізованій виставці «Світ морозива та холоду -2011», що проходила у м. Києві 1-4 березня 2011 року.
На стенді компанії, який було визнано одним з найкращих, було представлено понад 90 видів морозива, презентовано напрям збутової діяльності — кондитерські глазурі та фруктові наповнювачі в асортименті, напрям пельменів та вареників преміум-класу, масла солодковершкового та тіста замороженого. На стенді щоденно велася активна робота з потенційними дистриб'юторами, постачальниками, контрагентами. Споживачі могли отримати вичерпні відповіді по питаннях виробництва, збуту та маркетингу.
Так, за результатами конкурсу на найкращу якість морозива, ТМ «Лімо» здобула 2 золоті та 6 срібних нагороди, а за результатами конкурсу на найкращий дизайн упаковки — одразу три золоті медалі.